# Frère des ours 2
Série
Frère des ours
(2003)
Pour plus de détails, voir Fiche technique et Distribution.
Frère des ours 2 ou Mon frère l'ours 2 au Québec (Brother Bear 2) est le 102e long-métrage d'animation des studios Disney.
Sorti directement en vidéo en 2006, il est la suite de Frère des ours (2003).
Le film suit Kenaï, qui après avoir choisi de rester sous la forme d'un ours à la fin de Frère des ours, vit maintenant paisiblement avec Koda le jeune ourson dans la forêt. Nita, une jeune femme amie d'enfance de Kenaï est prête à se marier. Mais lors de ce mariage, les esprits interviennent. Nita va voir la shaman du village, qui l'informe que l'amulette que lui a offerte Kenaï, il y a des années, les relie, et que pour briser ce lien et se marier, elle doit détruire l'amulette. Elle se met donc en quête pour retrouver son ami.

## Synopsis
Plusieurs mois après les événements du premier film, Kenai, maintenant un ours, vit joyeusement avec son frère adoptif Koda. Après s'être réveillés de l'hibernation, les ours commencent à se rendre à la forêt des fruits rouge pour goûter les fruits. Cependant, Kenai est en proie à des visions de son amie d'enfance Nita, à qui il a donné une amulette spéciale il y a de nombreuses années après l'avoir sauvée de la noyade où elle jura qu’ils resteraient toujours amis. Nita, maintenant adulte, est sur le point se marier avec Atka, un homme d'un village voisin. Cependant, le jour du mariage, les Esprits apparaissent sous la forme d'une tempête qui provoque l'ouverture d'une fissure dans le sol entre Nita et Atka, au grand choc de Nita. Croyant que c'est un signe, Nita consulte Innoko, le chaman le plus sage des tribus. En communiquant avec les Esprits, Innoko révèle que l'amulette que lui a offerte Kenaï, il y a des années, les relie. La seule façon pour Nita de se libérer de cet promesse et pouvoir épouser Atka est de trouver Kenai, d'aller avec lui aux chutes de Hokani où il lui avait donné l'amulette, et de brûler l'amulette ensemble à la veille de l'équinoxe, brisant leurs lien aux  près des Esprits. Innoko accorde à Nita la possibilité de communiquer avec Kenai et les autres animaux sauvages grâce à un sort.
Finalement, Kenai et Koda rencontrent Nita. Au début, Kenai refuse de détruire le lien, mais Nita lui dit que les Esprits peuvent le transformer en humain et l'envoyer la retrouver. Sous la pression de Nita et Koda, qui craignent que lui et Kenai ne puissent plus être frères si cela se produit, Kenai cède et les trois se rendent aux chutes de Hokani. Alors qu'ils passent plus de temps ensemble, Kenai et Nita ravive leur ancienne amitié, au grand dam de Koda. Les trois se heurtent également à Muche et Truc à plusieurs reprises tout au long de leur voyage, et Nita les aide à courtiser une paire d'orignals. Une nuit, Nita demande à Kenai s'il a déjà pensé à être à nouveau humain. Lorsque Kenai dit qu'il l'a envisagé, Koda entend cela et monte une montagne, pensent que Kenai veut l’abandonner. Nita trouve Koda caché dans une grotte, mais les deux sont pris dans une avalanche  et sont secourus par Kenai. Kenai crie à Koda pour s'être presque fait tuer, mais les deux se réconcilient avec Kenai en assurant Koda qu'il ne le quittera jamais. Le trio finit par se rendre aux chutes de Hokani, où ils brûlent l'amulette. Sans cela, Nita ne peut plus communiquer avec Kenai ou Koda, alors elle dit au revoir. Voyant à quel point Kenai est misérable et réalisant qu'il aime Nita, Koda demande secrètement à sa mère dans le monde des esprits de transformer Kenai en humain afin qu'il puisse être heureux. Le lendemain matin, Muche et Truc informent Kenai que Koda s'est rendu dans le village pour récupérer Nita. Sachant que Koda sera tué, Kenai court après lui.
Au village, les tribus se préparent à nouveau pour le mariage, mais Nita, réalisant son amour pour Kenai, dit à son père Chilkoot qu'elle ne peut pas épouser Atka. À ce moment-là, Koda crée une agitation majeure dans le village afin d'attirer l'attention de Nita, tandis que Kenai arrive pour arrêter Koda. Muche et Truc sauvent Koda de deux des villageois, tandis qu'Atka se bat avec Kenai, le jetant d'une falaise dans des eaux peu profondes. Nita se précipite aux côtés de Kenai, où les deux professent leur amour l'un pour l'autre. Les Esprits semblent transformer Kenai en humain, permettant à Nita de communiquer avec Kenai et Koda. Kenai dit à Nita qu'il ne peut plus redevenir humain et quitter Koda, mais Nita lui dit qu'elle peut être avec lui. Avec la bénédiction de son père, les Esprits transforment Nita en ours. Le mariage à bien eu lieu mais entre Kenai et Nita sous leurs forme d’ours devant la présence de la tribus, les ours, Koda, Muche, Truc et leurs compagnons regardent joyeusement.

## Fiche technique
- Titre original : Brother Bear 2
- Titre français : Frère des ours 2
- Titre québécois : Mon frère l'ours 2
- Réalisation : Ben Gluck, assisté de Kevin Peaty
- Scénario : Rich Burns
- Casting vocal et supervision des dialogues : Jamie Thomason
- Conception graphique :
  - Direction artistique : Mary Elizabeth Locatell
  - Production designer : Jame Aaron Finch
- Direction technique : Kristina Pace
- Musique : Melissa Etheridge, Matthew Gerrard, Robbie Nevil (chansons) et Dave Metzger
- Montage : Jeff Draheim (supervision), Nick Kenway et Tony Martinous Rocco
- Producteurs exécutifs : Mark Mancina (Musique), Dan Forster et Susan Kapigian
- Producteurs délégués : Jim Ballantine et Carolyn Bates
- Société de production : DisneyToon Studios pour Walt Disney Pictures
- Société de distribution : Buena Vista home entertainment
- Langue : anglais
- Format : Couleurs - 1,78:1 - Dolby Digital
- Durée : 74 minutes
- Dates de sortie :
  - États-Unis : 17 août 2006
  - France : 13 septembre 2006

Note : La liste des « crédités » au générique étant trop longue pour être citée in extenso ici, nous n'avons repris que les principaux contributeurs.

## Distribution

### Voix originales
- Patrick Dempsey : Kenaï
- Mandy Moore : Nita
- Jeremy Suarez : Koda
- Rick Moranis : Muche
- Dave Thomas : Truc
- Andrea Martin : Anda
- Catherine O'Hara : Kata
- Wanda Sykes : Innoko
- Wendie Malick : Tante Siqiniq
- Kathy Najimy : Tante Taqqiq
- Michael Clarke Duncan : Goliath
- Jim Cummings : Bering / Chilkoot
- Jessie Flower : Nita jeune
- Jack Weber : Kenaï jeune
- Jeff Bennett : Atka
- Tress MacNeille : Hoonah

### Voix françaises
- Bruno Choël : Kenaï
- Laura Préjean : Nita
- Gwenvin Sommier : Koda
- Sébastien Desjours : Muche
- Laurent Morteau : Truc
- Josiane Pinson : Anda
- Edwige Lemoine : Kata
- Michèle Bardollet : Innoko
- Marion Game : Tante Siqiniq
- Brigitte Virtudes : Tante Taqqiq
- Saïd Amadis : Goliath
- Gérard Surugue : Bering
- Philippe Catoire : Chilkoot
- Dorothée Jemma : Una
- Mimi Félixine : Soliste
- Christophe Berthier : Soliste

### Voix québécoises
- Patrice Dubois : Kenaï
- Catherine Proulx-Lemay : Nita
- Renaud Proulx : Koda
- Ghislain Taschereau : Fluke
- Pierre Brassard : Tuke
- Johanne Garneau : Anda
- Natalie Hamel-Roy : Kata
- Élizabeth Chouvalidzé : Innoko
- Hélène Mondoux : Tante Siqiniq
- Marie-Claude Hénault : Tante Taqqiq
- Guy Nadon : Tug
- Ghyslain Tremblay : Bering
- Paul Savoie : Chilkoot
- Tristan Harvey : Atka
- Léo Caron : Jeune Kenaï
- Juliette Mondoux : Jeune Nita
- Catherine Léveillé, José Paradis : Solistes
- Dominique Faure, Sonya Johnson et Daniel Scott : Chœurs

## Chansons du film
- Viens donc t'amuser ou C'est une belle journée au Québec (Welcome to This Day) – Soliste
- Comme seul au monde ou Maintenant j'ai compris au Québec (Feels Like Home) – Solistes
- Tout près d'ici ou Je serai là au Québec (It Will Be Me) – Soliste
- Viens donc t'amuser (Reprise) ou C'est une belle journée (Reprise) au Québec – Solistes et chœurs

## Sortie vidéo
- 2006 : DVD simple
- 2008 : Sortie Blu-ray + DVD